# Mark Harry Diones
Mark Harry Diones (* 1. März 1993 in Libmanan) ist ein philippinischer Leichtathlet, der sich auf den Dreisprung spezialisiert hat. 2017 gewann er in dieser Disziplin die Silbermedaille bei den Asienmeisterschaften in Bhubaneswar.

## Sportliche Laufbahn
Erste internationale Erfahrungen sammelte Mark Harry Diones bei den Südostasienspielen 2015 in Singapur, bei denen er mit 15,87 m den vierten Platz belegte. 2017 gewann er bei den Asienmeisterschaften in Bhubaneswar mit 16,45 m die Silbermedaille hinter dem Chinesen Zhu Yaming. Auch bei den anschließenden Südostasienspielen in Kuala Lumpur gewann er mit 16,63 m die Silbermedaille hinter dem Malaysier Muhammad Hakimi Ismail. Im Jahr darauf nahm er erstmals an den Asienspielen in Jakarta teil, bei denen er mit 15,72 m auf Rang zwölf gelangte. Bei den Asienmeisterschaften 2019 in Doha Sprang er mit 16,24 m auf Rang fünf. Im Dezember gewann er bei den Südostasienspielen in Capas mit 16,42 m erneut die Silbermedaille hinter dem Malaysier Ismail. Auch bei den Südostasienspielen 2022 in Hanoi gewann er mit 15,87 m die Silbermedaille, diesmal hinter dem Malaysier Andre Anura. Im Jahr darauf gelangte er bei den Hallenasienmeisterschaften Astana mit 15,77 m auf Rang zehn. Im Mai gewann er bei den Südostasienspielen in Phnom Penh mit 15,70 m die Bronzemedaille hinter Anura und seinem Landsmann Ronnie Malipay.
2021 wurde Diones philippinischer Meister im Dreisprung.

## Persönliche Bestleistungen
- Dreisprung: 16,70 m (+0,8 m/s), 1. April 2017 in Ilagan (philippinischer Rekord)
  - Dreisprung: 15,77 m, 10. Februar 2023 in Astana